# Долно Церовене
До̀лно Церо̀вене е село в Северозападна България. То се намира в община Якимово, област Монтана. Кмет на селото е Любослав Любенов Георгиев.

## География
Долно Церовене е живописно село, което се намира на кръстопътя между Лом-Монтана и Вълчедръм. ЖП спирка Долно Церовене е част от линията Мездра-Видин/Лом. На около 1 км. от селото минава р. Цибрица, която извира северно от Костин връх (871м.) в Широка планина, част от Предбалкана.
Основен поминък на населението е земеделието. Скотовъдството е основно в рамките на личното стопанство. На територията на Долно Церовене се намира полигон за борба с градушките, създаден през 1972г.

## История
През 1950г., по време на колективизацията, кметът на селото е арестуван, уволнен и изключен от Българската комунистическа партия (БКП), заради отправени от него публични критики към размера на нарядите. По същото време властите разкриват в селото „конспиративна група“, чиито членове, сред които и 13-годишно дете, са осъдени.

## Културни и природни забележителности
- Църква „Св. Петка“, построена през 1835 г.
- В землището на селото расте огромен дъб, който е на повече от триста години.
- В селото има нефункциониращо училище, създадено преди повече от 150 години. Закрито е през 2009/2010 година.

## Редовни събития
Съборът на селото се провежда първата неделя на месец октомври.
Провеждат се традиционни надбягвания с коне на Тодоровден.

## Други
Край Долно Церовене има два язовира, където срещу заплащане може да се лови риба. Хвърля се предимно за шаран, каракуда, бял амур и толстолоб. Около по-големия от тях в местността „Турловица“, има ресторант и бунгала.

## Личности
- Петър Николов (р. 1937), български политик от БКП
- Саво Цветков Савов (р. 1946). На 12 години се премества да живее в София, заедно с баща си Цветко Савов Христов, също родом от Долно Церовене. Завършва българска филология в СУ „Св.Климент Охридски“. Eнциклопедист със задълбочени познания, основно в области история, литература, музика, политика, изкуство и спорт-особено тема футбол. Работи дълги години като стереотипер във Военно издателство, а също и като хоноруван преподавател по български език и литература на чуждестранни студенти в ИЧС (Институт за чуждестранни студенти).